# Vrije kennis

Free Cultural Works logo

Het concept van vrije kennis (ook bekend als open kennis, open inhoud, vrije inhoud, open content, vrije content) houdt in dat werken onder een open licentie worden gepubliceerd. Met kennis of inhoud kunnen teksten, afbeeldingen, geluid of video, of een combinatie van deze en andere vormen zijn bedoeld. Vrij betekent hier dat de licentie (een juridische tekst) het kopiëren van die informatie en (afhankelijk van de gekozen licentie) ook het bewerken, onderzoeken, en verspreiden expliciet toestaat. Er zijn normaliter nog enkele voorwaarden aan verbonden, zoals het vermelden van de auteur van het werk.
Volgens de Open Knowledge Definition is kennis open als iedereen er gratis gebruik van kan maken, het kan hergebruiken en kan verspreiden zonder juridische, sociale of technologische beperkingen. De term vrije kennis (Engels: open knowledge) kan beschouwd worden als een superset van open data, open inhoud en open access om de raakvlakken hiertussen te verduidelijken. Het concept is nauw verbonden met open source en vele begrippen en processen die direct ontleend zijn aan eerder werk op een open source (de Open Knowledge Definition is bijvoorbeeld direct afgeleid van de Open Source Definition).

## Naam

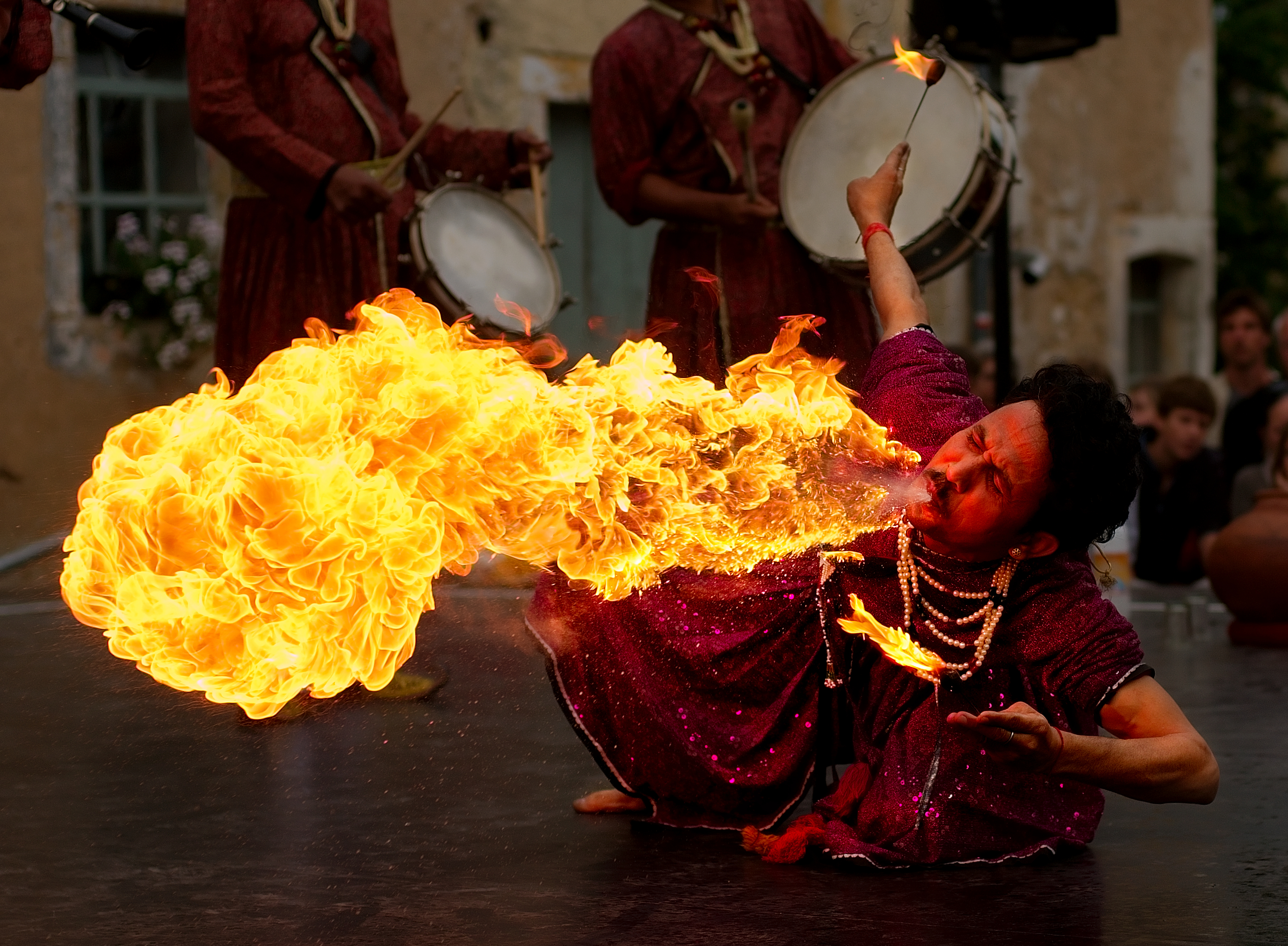
Een vrije afbeelding. Ze staat onder de licentie CC BY-SA 3.0, dat betekent dat hergebruik toegestaan is mits de auteur en de licentie worden vermeld: 'Luc Viatour, CC BY-SA 3.0'.

In plaats van vrij en kennis worden vaak andere termen gebruikt, zoals open en inhoud. De term open komt in eerste instantie uit de software-wereld: in het Engels denken de mensen bij het woord free vooral aan 'gratis', wat het succes van het concept in het bedrijfsleven belemmerde. Met de uitdrukking open source software kwam de nadruk te liggen op de openbaarheid van de brontekst van software.
De uitdrukking vrij en ook open kunnen tot misverstanden leiden. Zo is bijvoorbeeld free software niet hetzelfde als freeware. De eerste kan vrij worden gebruikt, veranderd en verspreid, maar bij de laatste betekent free- alleen 'gratis'. De gebruiker hoeft dus niet betalen voor het gebruik, maar hij mag de software bijvoorbeeld niet veranderen.

## Geschiedenis
Het idee om inhoud vrij ter beschikking te stellen komt oorspronkelijk uit de wereld van de vrije software uit de jaren tachtig. Later werd dit concept ook gebruikt voor andere soorten werken, zoals boeken en foto's. In 2001 werd de organisatie Creative Commons opgericht die Creative Commons-licenties aanbiedt om het publiceren van vrije kennis makkelijker te maken.
Vrije kennis is vergelijkbaar met andere 'open' begrippen als open data en open inhoud. Het begrip is al oud: een van de eerste overgeleverde gedrukte teksten van de boeddhist Diamond sutra uit China rond het jaar 868 beval al een algemene gratis verspreiding aan.

## Vrije kennis, publiek domein en auteursrecht
Vrije kennis staat tussen de concepten auteursrecht en publiek domein in. Wanneer er geen andere afspraak over een werk bestaan dan is auteursrecht onveranderlijk van toepassing. Gebruik van dat werk mag dan alleen met expliciete toestemming van de auteur. Wanneer deze rechten verlopen zijn, of wanneer de rechthebbende afstand heeft gedaan van deze rechten dan is het werk publiek domein. Een werk in het publiek domein kan door iedereen zonder voorwaarden worden gebruikt. Vrije kennis staat tussen deze concepten in omdat de rechthebbende vooraf al toestemming heeft gegeven voor het gebruik. De gebruiker hoeft dit dus niet meer te vragen. Er kunnen nog wel enkele voorwaarden van toepassing zijn. Bijvoorbeeld naamsvermelding en het vermelden van de licentie.
Kennis en inhoud zijn vrij wanneer ze of onder een open licentie staan of bij het publiek domein horen. Bij de open licentie heeft de auteur van het werk bewust ervoor gekozen om het vrij te geven (onder bepaalde voorwaarden).
Vrije kennis richt zich niet tegen het auteursrecht op zich. Haar aanhangers willen dan ook het auteursrecht niet afschaffen. Auteursrecht beschermt vrije kennis, want het is de wil van de auteur geweest om een werk onder een open licentie te publiceren. Open licenties worden daarom ook door de rechtspraak erkend. Het is dus niet correct dat inhoud met een open licentie niet onder auteursrecht zou staan.

## Organisaties

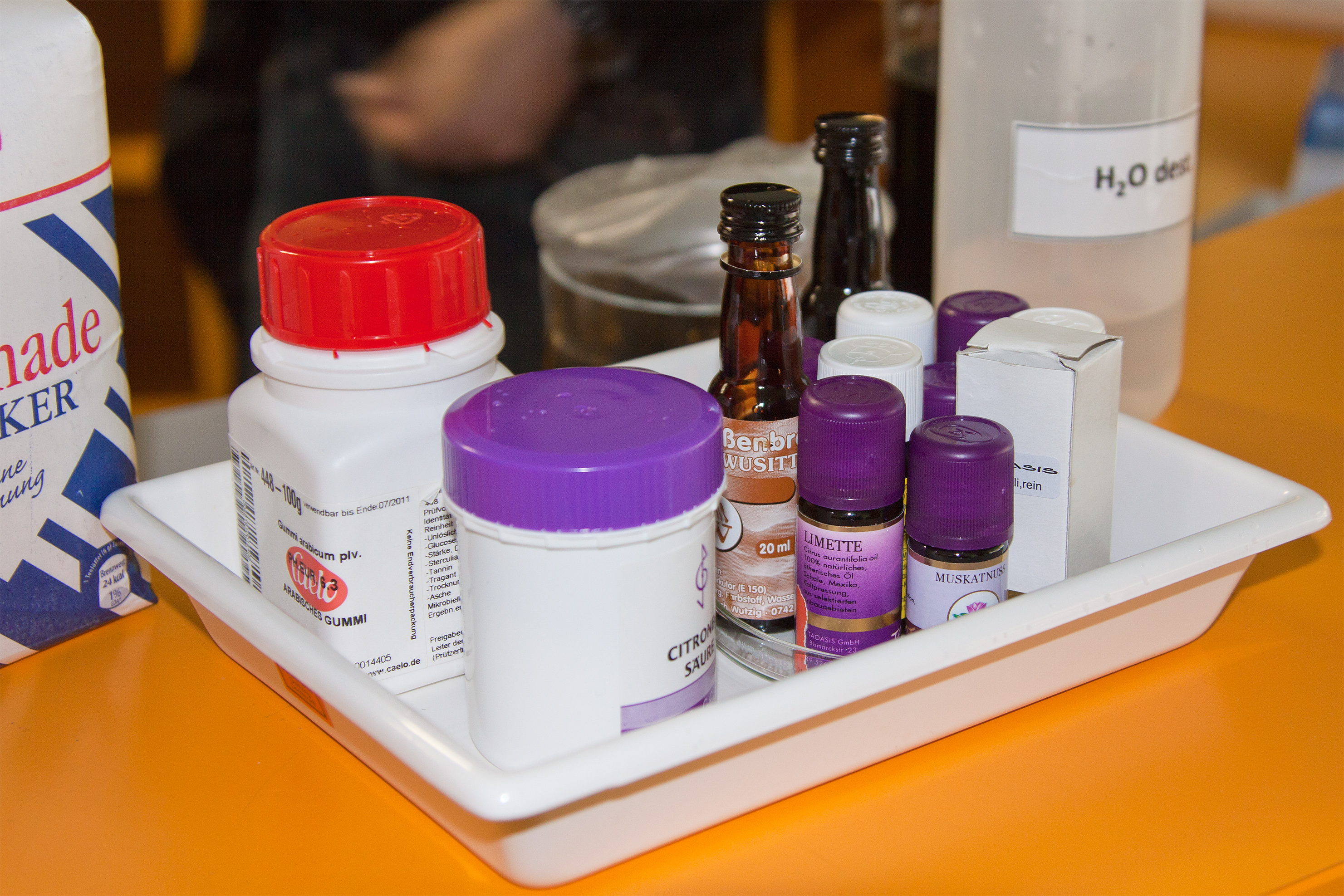
Wat er voor OpenCola nodig is

Er zijn meerdere non-profit-organisaties die de verspreiding van vrije kennis of open inhoud bevorderen, bijvoorbeeld door het concept bekend te maken. Op het gebied van vrije software is de Free Software Foundation van 1985 pionier geweest.

### Creative Commons
Creative Commons (CC) is een organisatie met als doel meer creatieve werken vrijelijk beschikbaar te laten zijn, zodat anderen er verder aan kunnen werken. Het project biedt zes verschillende open licenties, een afstandsveklaring van auteursrecht en aanverwante rechten, en een markering voor publieke domein werken aan. Deze juridische gereedschappen kunnen worden gebruikt door auteursrechthebbenden om bij het verspreiden van inhoud problemen te voorkomen die door de huidige wetgeving van auteursrecht kunnen optreden. Hoofdoprichter in 2001 was de hoogleraar rechten Lawrence Lessig. Anders dan veel mensen denken is Creative Commons zelf geen licentie, en de bewering dat een bestand 'onder Creative Commons staat' maakt nog niet duidelijk wat de hergebruiker echt ermee mag doen.

### Wikimedia
De Wikimedia-beweging ondersteunt vrije kennis, onder meer door Wikipedia. De wiki-website Wikipedia bestaat sinds 2001. In 2003 werd de Wikimedia Foundation opgericht die eigenaar van websites en merken is. De inhoud echter staat onder een open licentie of is rechtenvrij. In enkele landen zijn er landelijke verenigingen, zoals in Nederland de vereniging Wikimedia Nederland. Hun taak is het ondersteunen van de vrijwilligers die Wikipedia en andere Wikimedia-websites bewerken, en het bevorderen van vrije kennis in het algemeen.

### Overige organisaties
Er zijn ook grappig bedoelde initiatieven zoals OpenCola en Free Beer, waarbij het recept onder een open licentie staat. Het doel is het om het concept van vrije inhoud duidelijk te maken.
Enkele andere organisaties die Vrije Kennis uitdragen zijn:
- Open Data Institute (ODI)
- Open Knowledge Foundation (OKFN)
- OpenStreetMap
- SPARC
- Open Nederland

## Open licenties
Er zijn verschillende licenties die voor vrije kennis worden gebruikt. Deze licenties zijn vaak wezenlijk anders dan die voor opensourcesoftware gebruikt worden. Licenties voor broncode gaan vaak ook in op merkenrecht en patenten, terwijl open licenties zich vooral richten op auteursrechten. Creative Commons-licenties zijn verreweg de meest gebruikte open content licenties.
Enkele andere voorbeelden zijn:
- GNU-licentie voor vrije documentatie (GFDL)
- October Open Game License (OOGL) - een meer open versie van de Open Game License
- Open Publication License - licentie voor het Open Content Project
- Open Directory Project License wordt gebruikt door het Open Directory Project
- Open Game License - licentie van de Open Gaming Foundation, zoals die opgesteld is door de Wizards of the Coast.
- Open Content License (sinds 2003 niet meer in gebruik)

## Open content projecten

### Nederlandstalig (geheel of gedeeltelijk)
- Linux documentation project
- Creative Commons
- Wikimedia-beweging
  - Wikipedia
  - Wikibooks
  - Wikiquote
  - Wikivoyage
  - Wiktionary
  - Wikimedia Commons
- Open ICEcat
- Open Beelden
- OpenStreetMap
- Publiek domein dag

### Engelstalig
- SourceWatch
- Open Directory Project
- Project Gutenberg
- Public Library of Science
- Wikitravel
- World66
- MIT OpenCourseWare